# Línea M-112 (Área de Málaga)
La línea M-112 es una ruta de transporte público en autobús interurbano del Consorcio de Transporte Metropolitano del Área de Málaga. Une los municipios de Málaga con Mijas, haciendo parada en el término municipal de Torremolinos y Benalmádena.
Esta línea de autobús atiende, además, a los núcleos de Benalmádena Costa, Arroyo de la Miel y Benalmádena Pueblo.
En el recorrido de la línea se encuentran centros importantes de atracción turística, como pueden ser la Carihuela, el Puerto Deportivo de Benalmádena, Tivoli World y el Teleférico de Benalmádena

## Detalles de la línea
| Línea | Trayecto     | Recorrido y Horarios | Plano |
| ----- | ------------ | -------------------- | ----- |
| M-112 | Málaga-Mijas | Recorrido y Horarios | Plano |